# Ska punk
Ska punk je glasbena zvrst, ki se je razvila v osemdestih iz ska glasbe. Za njo je značilno, da združuje žanre punk rocka in ska glasbe. 

Ska-core je podzvrst ska punk glasbe, ki združuje elemente hardcore punka in ska glasbe.
Danes so najbolj znane naslednje ska punk skupine: Less Than Jake, Reel Big Fish, The Planet Smashers, Rancid, The Locos, Ska-p, Mustard Plug, Mad Caddies... Najbolj znane slovenske skupine pa so Elvis Jackson, Pigs Parlament, Pudding Fields in Red Five Point Star.